# Dijala (rijeka)
Dijala (arapski: نهر ديالى‎, kurdski: Servan) je rijeka i pritok Tigrisa. Izvire u Iranu i protječe kroz Iran i Irak. Njezina ukupna dužina iznosi 445 km. 
Izvor je blizu grada Sanandadža. Dijala je u dužini od 32 km prirodna granica između Irana i Iraka. Južno od Bagdada Dijala utječe u Tigris.
Donji dio rijeke može se koristiti za plovidbu brodovima što joj daje važnu ulogu za trgovanje između Iraka i Irana.
Iračka pokrajina Dijala je nazvana po ovoj rijeci.

## Vanjske poveznice
|  | Zajednički poslužitelj ima još gradiva o temi Dijala |